# Antonio Punzi
Antonio Punzi (Napoli, 5 gennaio 1919 – ...) è stato un calciatore e allenatore di calcio italiano, di ruolo difensore.

## Carriera
Antonio Punzi ha giocato come terzino in diverse squadre della provincia di Salerno.

### Giocatore
Ha giocato oltre 92 gare in Serie B.

### Allenatore
Ha allenato in diverse stagioni la Paganese.

## Palmarès

### Giocatore

#### Competizioni nazionali
- Serie C: 1

Salernitana: 1937-1938